# فرودگاه ورونا
فرودگاه ورونا (به انگلیسی: Verona Airport) (به زبان بومی: Aeroporto di Verona-Villafranca) یک فرودگاه نظامی و غیرنظامی با کد یاتا VRN است که یک باند فرود آسفالت دارد و طول باند آن ۳۰۶۸ متر است. این فرودگاه در شهر ورونا کشور ایتالیا قرار دارد و در ارتفاع ۷۳ متری از سطح دریا واقع شده‌است.

## شرکت‌های هواپیمایی و مقصدهای پروازی
| شرکت‌های هواپیمایی                                     | مقصدهای پروازی |
| ----------------------------------------------------- | --- |
| ایر لینگاس                                            | دوبلین چارتر فصلی: شهری جورج بست بلفاست |
| ایربالتیک                                             | فصلی: ریگا |
| ایر دولومیتی                                          | مونیخ |
| ایر مولداوا                                           | کیشیناو |
| آلبااستار                                             | چارتر فصلی: دوبلین، گلاسگو، تارب-لورد-پیرنه |
| آلیتالیا اجرا توسط آلیتالیا سیتی‌لاینر                 | لئوناردو داوینچی-فیومیچینو فصلی: کاتانیا-فونتاناروسا، ایبیزا |
| ای‌اس‌ال ایرلاینز ایرلند                                | چارتر فصلی: دوبلین |
| آسترین ایرلاینز                                       | چارتر فصلی: استکهلم-آرلاندا |
| بلو پاناروما ایرلاینز اجرا توسط بلو پاناروما ایرلاینز | مادر ترزای تیرانا فصلی: لمپیدوسا |
| بلو پاناروما ایرلاینز                                 | ویلو آکونیا، خوزه مارتی |
| بی‌ام‌آی رجیونال                                        | چارتر فصلی: بریستول |
| بریتیش ایرویز                                         | گاتویک |
| چک ایرلاینز                                           | فصلی: پراگ رازیون |
| Danish Air Transport                                  | چارتر فصلی: اودنسا |
| ایزی‌جت                                                | گاتویک |
| ال عال                                                | بن گوریون |
| الین‌ایر                                               | فصلی: سالونیک |
| انتر ایر                                              | Seasobal charter: کاتوویتس، پوزنان-لاویکا، شوپن ورشو |
| Ernest Airlines                                       | مادر ترزای تیرانا |
| یورو وینگز اجرا توسط جرمن‌وینگز                        | فصلی: کلن بن |
| فن‌ایر                                                 | فصلی: هلسینکی |
| فلای‌بی                                                | فصلی: ساوت‌همپتون، کاردیف چارتر فصلی: گلاسگو، منچستر |
| FlyOne                                                | کیشیناو |
| ایسلندایر                                             | چارتر فصلی: ریکیاویک |
| جت۲.کام                                               | فصلی: ایست میدلند، ادینبرو، لیدز برادفورد، استانستد لندن (آغاز از ۹ مه ۲۰۱۸) |
| لوفت‌هانزا رجینال اجرا توسط لوفت‌هانزا سیتی‌لاین         | فرانکفورت |
| مریدیانا                                              | کگلیاری-الماس (PSO), ویلو آکونیا، فوئرته‌ونتورا، خوزه مارتی، لا رومانا، موا، اولبیا - کاستا اسمرالدا (PSO), شرم‌الشیخ چارتر فصلی: کاتانیا-فونتاناروسا، هراکلین، ملی جزیره میکناس، رود، ملی سادورینی، ایبیزا، پالما د مایورکا، بن گوریون، زنگبار                                                      |
| میسترال ایر                                           | فصلی: کاتانیا-فونتاناروسا، کورفو، سفلوونیا، تیوات، زاکینثوس چارتر فصلی: سمس، پالکوو |
| Neos                                                  | رابیل، فوئرته‌ونتورا، گرن کناریا، مرسی عالم، امیلکر کبرل، تنریف جنوبی، زنگبار چارتر فصلی: بریستول، دیربا–زارزیس، هراکلین، ایبیزا، ملی جزیره کارپتاس، جزیره کوس، لانزاروته، لا رومانا، ابراهیم نصیر، منورکا، ملی جزیره میکناس، نیوکاسل، پالما د مایورکا، رود، سمس، ملی سادورینی، بن گوریون، سالونیک، |
| نروجین ایر شاتل                                       | فصلی: گاردرموئن اسلو |
| نوول‌ایر                                               | چارتر فصلی: دیربا–زارزیس، منستیر – حبیب بورقیبه |
| رایان‌ایر                                              | برلین شونفلد، بیرمنگام، بروکسل جنوب شرلروآ، استانستد لندن، پالرمو، کگلیاری-الماس، هامبورگ، مادرید-باراخاس، نورنبرگ، سن پابلو (آغاز از ۳۰ اکتبر ۲۰۱۷) |
| اس۷ ایرلاینز                                          | دوموده‌دوو فصلی: پالکوو (آغاز از ۲۳ دسامبر ۲۰۱۷) |
| اس۷ ایرلاینز اجرا توسط گلوبوس ایرلاینز                | دوموده‌دوو |
| Small Planet Airlines                                 | چارتر فصلی: مادر ترزای تیرانا |
| اسمارت‌وینگز                                           | چارتر فصلی: شوپن ورشو |
| Thomas Cook Airlines                                  | چارتر فصلی: منچستر |
| Thomson Airways                                       | چارتر فصلی: بیرمنگام، گلاسگو، گاتویک، منچستر، نیوکاسل |
| ترانساویا.کام                                         | فصلی: اسخیپول آمستردام |
| ترنسویا فرانس                                         | اورلی |
| تونس ایر                                              | چارتر فصلی: دیربا–زارزیس، منستیر – حبیب بورقیبه |
| اورال ایرلاینز                                        | فصلی: پاشکوفسکی (آغاز از ۳۰ دسامبر ۲۰۱۷) |
| ولوتی                                                 | باری، کگلیاری-الماس، کاتانیا-فونتاناروسا، ناپل، پالرمو، مادر ترزای تیرانا فصلی: فرتیلیا، بریندیسی، کیشیناو، کرک، ایبیزا، اولبیا - کاستا اسمرالدا، پالما د مایورکا، ملی سادورینی، لمپیدوسا منورکا، ملی جزیره میکناس                                                                                 |
| ویولینگ                                               | فصلی: بارسلونا-ال پرات |
| ویز ایر                                               | فصلی: شوپن ورشو |